# La Divine Stratégie (film)
Pour plus de détails, voir Fiche technique et Distribution.
La Divine Stratégie est un court métrage québécois réalisé par Martin Forget, sorti en 2015. 
Le comédien et metteur en scène, Robert Lepage, tient le rôle principal du film. Il a également accepté d'y jouer bénévolement.

## Synopsis
Frustré par le déclin de l’Église catholique, un prêtre fait appel à un charismatique expert en marketing pour l’aider à ramener les gens dans les églises. 

## Fiche technique
- Réalisation : Martin Forget et Éliot Laprise
- Direction photo : Jean-Philippe Vachon
- Scénario : Martin Forget
- Équipe visuelle : David Emery
- Direction technique : Simon Fortin
- Direction artistique : Sarah Sasou St-Hilaire
- Prise de son, mixage sonore : Louis-Étienne Payer
- Composition musicale : Guillaume Julien - Thinking Animals, Halo33
- Montage : Jean-François Malouin, Adrien Daneliou
- Gestion de la production : Jonathan D'Anjou Côté, Francis Duperron
- Maquillage : Brigitte Bilodeau
- Production : Québecwood Productions, Production 4 Éléments
- Durée: 17 minutes

## Distribution
- Robert Lepage : Le père Laurent
- Jocelyn Paré : Le publicitaire
- Roland Lepage
- Lise Castonguay
- Noémie O'Farrell
- Simon Lepage
- Jean-Cimon Turcotte
- Antoine Lalumière

## Distinctions
- Sélection aux Rendez-vous du cinéma québécois - 2015